# Grabowiec (województwo zachodniopomorskie)
Grabowiec (niem. Buchholz) – osada sołecka w Polsce położona w województwie zachodniopomorskim, w powiecie choszczeńskim, w gminie Recz. W latach 1975–1998 miejscowość administracyjnie należała do województwa gorzowskiego. W roku 2007 osada liczyła 131 mieszkańców.
Osada wchodząca w skład sołectwa: Kraśnik.

## Geografia
Osada leży ok. 3 km na wschód od Recza, między Reczem a Lubieniowem.

## Historia
Historia osadnictwa na terenach dzisiejszego Grabowca sięga VIII / IX wieku. W tym okresie powstało wczesnośredniowieczne grodzisko o typowo obronnym charakterze, jedno z kilku dających początek Reczowi. Na pocz. XVI wieku powstała w miejscowości osada. Istniała wówczas owczarnia na 1 000 owiec, działała też cegielnia. Podczas wojny trzydziestoletniej w 1632 r. wieś została doszczętnie zniszczona. W 2. poł. XVII wieku na terenach dawnej wsi powstał folwark. Po II wojnie światowej majątek upaństwowiono, który następnie wchodził w skład Kombinatu Państwowych Gospodarstw Rolnych w Reczu.